# حلوان (طبس)
حلوان، روستایی است از توابع بخش مرکزی شهرستان طبس استان خراسان جنوبی ایران.

## جمعیت
این روستا در دهستان پیرحاجات قرار داشته و بر اساس سرشماری سال ۱۳۸۵ جمعیت آن ۵۶۹ نفر در ۲۰۴ خانوار بوده‌است.